# Pere III del Congo
Pere III del Congo   (1648 - 1680) Pedro III Nsimba Ntamba va ser un dels reis del Congo (o manikongo) durant el tumultuós període de la guerra civil. Era el germà major del rei Joāo II i un dels molts partidaris de la Casa de Kinlaza (o Kanda de Kinlaza). Des de 1666, dos kanda reials, els llinatges de Kinlaza i Kimpanzu havien estat lluitant pel tron del regne de Congo.

## Inici del regnat
La Guerra Civil del Congo havia esclatat després de la mort d'António I a la batalla de Mbwila (1665). En 1667 un dels pretendents al tron en disputa, Àlvar VIII del Congo, va negociar un tractat que cedia a Portugal el dret a explotar les mines del Congo, situades en els ducats de Mbamba i Mpemba. Pedro, duc de Mbemba, es va negar. Al capdavant d'un petit exèrcit, en 1669 el duc de Mbemba va matar el duc de Mbamba, Teodosio, qui donava suport al rei, i després va envair la capital del regne, São Salvador. Després d'això, el duc de Mpemba es va proclamar rei del Congo com a Pedro III després d'acabar amb la vida d'Álvaro VIII. Com a molts regnats durant aquest període, el seu va ser molt curt, durant només fins a juny de 1669. Va ser forçat a abandonar el Congo per la facció rival, la Casa de Kimpanzu, i va fugir a Lemba on va establir la seva base principal.

## Saqueig de Sāo Salvador
En 1678, Pedro III va tornar a la capital del Congo, Sāo Salvador, amb un exèrcit. La ciutat es trobava en aquells dies a poder del rei de la Casa de Kimpanzu, Daniel I. En la batalla consegüent, Pedro III va prendre la ciutat, va matar Daniel I i hi va destruir la major part de la ciutat.
Des que la ciutat fos fundada com Mbanza Kongo a la fi del segle xv, el manikongo havia estat tradicionalment el rei que tenia el seu govern a la ciutat. Així, si bé fins llavors, en mans de qui estigués, la ciutat de Sao Salvador tenia un pes decisiu en la guerra civil, després de la pràctica destrucció de la ciutat, tots els demandants del tron emprarien com a bases dels seus governs altres enclavaments, Lemba, Kibangu i Mbamba Luvota. La destrucció de la capital del regne significava la fi de l'antic regne del Congo durant gairebé vint anys, període en el qual el país queda dividit de facto en tres regnes rivals dirigits pels reclamants del tron del Congo.

## Assassinat
En 1680, el rei Pedro III, des de la seva base a Lemba, era encara una de les faccions reclamants del tron del Congo, en oposició als partidaris de la Casa de Kimpanzu, que tenien la seva base en una província del sud de Soyo, Luvota. Manuel de Nóbrega, germà de l'assassinat rei Daniel I, va jurar prendre venjança i va orquestrar un complot per matar Pedro III. Sota l'auspici d'una treva, negociada pel príncep de Soyo, Pedro III va caure en un parany creient fer la pau a través del matrimoni amb una noble Kimpanzu. Manuel de Nóbrega va aparèixer en les noces de Soyo vestit de núvia i va matar Pedro III a trets, aconseguint escapar.